# Торесов проток
Торесовият проток (на английски: Torres Strait) е проток, разположен между Австралия и Нова Гвинея. Той е около 150 km широк в най-тесния си участък. Южно от него се намира полуостров Кейп Йорк, докато на север се намира Западната провинция на Папуа Нова Гвинея. Кръстен е в чест на испанския мореплавател Луис Ваес де Торес, който преминава през протока през 1606 г.

## География
Протокът свързва Коралово море на изток с Арафурско море и залива Карпентария на запад. Той е важен международен морски път, но е много плитък (7 – 15 m дълбочина), а лабиринтът от рифове и островчета може да го направи опасен за плаване. Силни приливни течения възникват в тесните канали между островите и рифовете, а големи подводни пясъчни дюни мигрират по морското дъно. Около 580 коралови рифа покриват обща площ от 2400 km2 в региона.
В протока се намират няколко островни струпвания, които включват общо 274 острова, като едва 17 от тях имат постоянни селища. Над 6800 аборигенни жители обитават островите. Туземното население е различно от това в Нова Гвинея или Австралия, макар да е свързано и с двете. Различните островни общества имат уникални култури и дългогодишна история. Тяхната морска търговия и взаимоотношения с папуасите и австралийските аборигени са изградили стабилна културна дифузия.
Островите имат различна топография, екосистеми и история. Няколко от най-близките до крайбрежието на Нова Гвинея са ниски, образувани от алувиални седиментни наслагвания, породени от оттока на местните реки в морето. Много от западните острови са хълмисти и стръмни, образувани главно от гранит. Те представляват най-северните части на Голямата вододелна планина, които са били частично потопени от покачването на морското равнище към края на последната ледникова епоха. Централните острови са преобладаващо коралови плитчини, а тези на изток са с вулканичен произход. Островите се считат за територия на Австралия.
Екологични рискове за региона представляват: флотационния отпадък от река Флай в южната част на Папуа Нова Гвинея, влиянието на изменението на климата и неустойчивото управление на природните ресурси.

## История
Островите в Торесовия проток са населявани в продължение на поне 2500 години, вероятно повече. Първите сведения за европейско посещение на протока е от испанеца Луис Ваес де Торес, който е част от експедиция на Педро Фернандес де Кирос, пътуващ от Перу до южните части на Тихия океан през 1605 г. След като Кирос се завръща в Мексико, Торес продължава пътешествието си до Манила през Молукските острови. Той плава близо до южното крайбрежие на Нова Гвинея и е възможно да е забелязал и най-северния край на Австралия, макар да не съществуват доклади за това.
През 1823 г. 550-тонният търговски кораб „Зенобия“ на път от Манила за Южна Америка решава да премине през Торесовия проток. Това става първото преминаване на кораб през протока от запад на изток. Лондонски мисионери пристигат в региона през 1871 г. Въпреки че някои от островите в него са много близо до Нова Гвинея, те биват анексирани през 1879 г. от Куинсланд, по това време британска колония. От 1860-те до 1970-те години в протока се развива перлена промишленост, но по-късно тя замира в лицето на конкурентната пластмасова промишленост.
Морската граница в протока между Папуа Нова Гвинея и Австралия е начертана през 1978 г. по силата на споразумение.
Торесовият проток се споменава в романа на Жул Верн Двадесет хиляди левги под водата, където е опасен проток, в който за кратко засяда подводницата Наутилус.